# Carlito (piłkarz)
Carlito, właśc. Manoel Carlos Aranha (ur. ? – zm. ?) – piłkarz brazylijski grający na pozycji środkowego obrońcy.

## Kariera piłkarska
Carlito grał w klubie Paulistano São Paulo. Z Paulistano dwukrotnie zdobył mistrzostwo stanu São Paulo – Campeonato Paulista w 1916 i 1917 roku.

## Kariera reprezentacyjna
Carlito jedyny raz w reprezentacji Brazylii wystąpił 18 lipca 1917 w towarzyskim meczu z Urugwajem w Montevideo.